# ريكاردو (لاعب كرة قدم مواليد 1994)
ريكاردو هو لاعب كرة قدم برتغالي في مركز الدفاع، ولد في 24 مارس 1994 في بارسيلوس في البرتغال. لعب مع نادي جل فيسنتي ونادي فولنتاري.

## وصلات خارجية
- ريكاردو (لاعب كرة قدم مواليد 1994) على موقع قاعدة بيانات كرة القدم.إي يو (الإنجليزية)
- ريكاردو (لاعب كرة قدم مواليد 1994) على موقع Soccerway.com (الإنجليزية)
- ريكاردو (لاعب كرة قدم مواليد 1994) على موقع AS.com (الإسبانية)